# Compendium of Chemical Terminology
Compendium of Chemical Terminology (Kompendij kemijskog nazivlja), također poznat i kao Gold Book ("Zlatna knjiga" ili "Goldova knjiga", ISBN 0-86542-684-8), izdanje Međunarodna unija za čistu i primijenjenu kemiju (IUPAC-a). Sadrži sveopće i međunarodne definicije pojmova iz kemije.
Radove na prvom izdanju inicirao je kemičar Victor Gold. Prvo izdanje knjige je iz 1987. (ISBN 0-63201-765-1) objavio je Victor Gold, odakle ime "Gold Book", koje se igrom riječi može tumačiti kao Zlatna knjiga i Goldova knjiga. Drugo dorađeno izdanje iz 1997. (ISBN 0-86542-684-8) uredili su Alan D. McNaught i Andrew Wilkinson. Blago proširena inačica besplatno je dostupna na internetu. Objavljeni su prijevodi na francuski, španjolski i poljski.

## Vanjske poveznice
- (engl.) Internetska inačica(PDF)
- (engl.) Internetska inačica s tražilicom
- (engl.) Niz IUPAC-ovih knjiga na temu nomenklatura (poznatih pod imenima « Colour Books »)